# سيمون كلارك (سياسي)
سيمون كلارك (بالإنجليزية: Simon Clarke)‏ هو سياسي بريطاني، ولد في 28 سبتمبر 1984 في ستوكتون أون تيز ‏ في المملكة المتحدة. نشط حزبياً في حزب المحافظين. في الانتخابات التشريعية البريطانية 2017، انتخب عضو برلمان المملكة المتحدة الـ57 عن دائرة ميديلزبورو الجنوبية وكليفلاند الشرقية وقد انضم خلال فترته النيابية ‏ (8 يونيو 2017 – ) للكتلة البرلمانية حزب المحافظين.